# (1411) Brauna
(1411) Brauna es el asteroide número 1411 situado en el cinturón principal. Fue descubierto por el astrónomo Karl Wilhelm Reinmuth  desde el observatorio de Heidelberg, el 8 de enero de 1937. Su designación alternativa es 1937 AM. Debe su nombre a Margret Braun, esposa del astrónomo alemán Heinrich Vogt. El asteroide Margret también fue nombrado en su honor.